# Llogaret juvenil

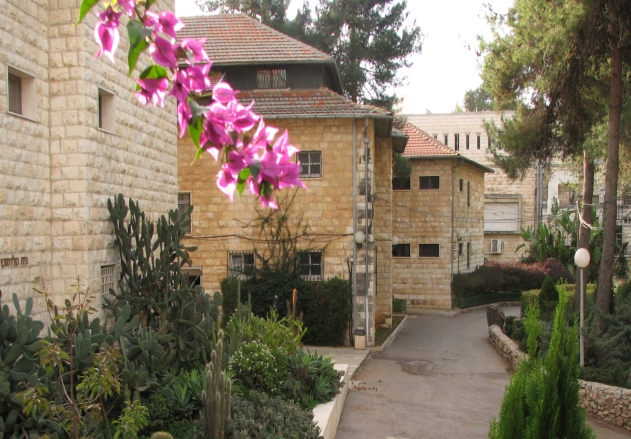
Havat HaNoar HaTzioni. (Llogaret Juvenil Israel Goldstein).

Un llogaret juvenil (en hebreu: כפר נוער) (transliterat: Kfar Noar) és un model d'escola en règim d'internat que va ser desenvolupat en el mandat britànic de Palestina en els anys 30 del segle xx per a grups de nens i adolescents que fugien dels nazis. Henrietta Szold i Recha Freier van ser pioneres en aquest camp, conegut com la jove Aliyyà, creant un complex educacional que unia elements de l'internat europeu i del quibuts israelià.

## Història
El primer llogaret juvenil fou anomenat Mikveh Israel. Els anys 40 i 50 del segle XX van esdevenir un període d'immigració a Israel, els llogarets juvenils van ser una eina important en l'absorció dels immigrants. Els llogarets juvenils van ser establerts durant aquest període per l'Agència Jueva, i les organitzacions WIZO i Na'amat. Després de la creació de l'Estat d'Israel. El Ministeri d'Educació israelià es va fer càrrec de l'administració dels llogarets juvenils, però no de la seva propietat.
El poblat juvenil de Hadassa Neurim, va ser fundat per Akiva Yishai, i va ser la primera escola vocacional pels nois de la jove Aliyyà, que fins llavors solament havien rebut una formació agrícola. Des dels anys 60 i fins als anys 1980. els joves de llars trencades o amb diversos problemes eren enviats als llogarets juvenils. Avui alguns dels poblats han tancat, però molts segueixen oferint un marc educacional per als joves immigrants, uns altres han introduït programes per a estudiants dotats de barris desfavorits, programes de intercanvi per a estudiants d'institut estrangers i així mateix disposen d'instal·lacions de formació vocacional. Alguns funcionen com a instituts i accepten a estudiants no residents.
En 2007 el llogaret juvenil Yemin Orde, que havia estat establert a principis dels anys 1950 en el Mont Carmel, tenia una població estudiantil que consistia en joves de tot el Món, incloent entre ells a refugiats de Darfur. El poblat ofereix un refugi segur per a infants i joves entre 5 i 19 anys. A Ruanda, un llogaret juvenil ha estat construït a semblança del model israelià.

## Estratègia educacional
L'educació residencial té un valor especial per als dos grups de població de la jove Aliyyà: la joventut immigrant i els joves que provenen de grups socials desfavorits. Es crea un entorn fort que neutralitza la influència negativa d'un veïnat no privilegiat, promou la integració social, i ofereix un ampli ventall d'activitats extracurriculars que poden no estar disponibles a l'entorn de la llar.
Un curs de formació policial, va tenir lloc en 2004 en el llogaret juvenil de Kannot, i fou posteriorment impartit en el llogaret juvenil de Nir HaEmek i en el llogaret juvenil de Hodayot. S'ha demostrat que els joves amb una baixa autoestima tenen èxit en aquests programes. 18 de cada 20 estudiants a Kannot han cursat estudis policials, aquests estudis inclouen criminologia, sociologia i equitació, els participants en aquest curs s'han graduat amb certificats de matriculació. Actualment, hi ha unes 60 llogarets juvenils a Israel, amb una població estudiantil de 18.000 persones.

## Llogarets juvenils a Israel
| - Adanim - Ahava - Alonei Yitzhak - Aluma - Ayanot - Beit Apple - Ben Shemen - Ben Yakir - Eshel HaNasi - Givat Washington - Hadassah Neurim - Hadassim | - HaKfar HaYarok - Hodayot - Havat HaNoar HaTzioni - Kannot - Kedma - Kerem BeYavneh - Kfar Batia - Kfar HaNoar HaDati - Kfar Silver - Kiryat Ye'arim - Magdiel - Manof | - Meir Shfeya - Mikveh Israel - Mevo'ot Yam - Mosenson - Neve Amiel - Neve Galim - Neve Hadassah - Nitzana - Ramat Hadassah - Yohana Jabotinsky - Yemin Orde |